# ديف سميث (لاعب كرة قدم مواليد 1961)
ديف سميث (بالإنجليزية: Dave Smith)‏ هو لاعب كرة قدم بريطاني في مركز نصف الجناح، ولد في 25 يونيو 1961 في Sidcup ‏ في المملكة المتحدة. لعب مع نادي بريستول سيتي ونادي بليموث أرجايل ونادي غيلينغهام ونوتس كاونتي.